# 고양송산중학교
고양송산중학교(高陽松山中學校)는 대한민국 경기도 고양시 일산서구 가좌동에 있는 공립 중학교이다.

## 학교 연혁
- 2005년 12월 26일 : 고양송산중학교 설립 조례공표(제2502호)
- 2006년 3월 1일 : 초대 김재민 교장 취임
- 2006년 3월 2일 : 개교(1학년 5개반, 2학년 2개반, 3학년 1개반)
- 2007년 2월 14일 : 제1회 졸업식(42명)
- 2012년 3월 1일 : 제3대 오동진 교장 취임
- 2021년 1월 8일 : 제15회 졸업식(219명, 총 4,008명)
- 2021년 3월 2일 : 입학(1학년 7개반, 2학년 9개반, 3학년 9개반)

## 참고 자료
- 고양송산중학교 - 한국교육학술정보원 학교알리미